# Pulsatilla
Pulsatilla este un gen de plante din familia  Ranunculaceae.

## Specii ale genului Pulsatilla
- Pulsatilla alba (Dedițel; Didițel; Dediței, Sisinel de munte, Sisinei de munte)

Ecologie și răspândire: specie vulnerabilă, răspândită în poienile din pădurile aride de stejar pufos, pe cernoziom, pantele transformate în stepă din preajma pădurilor, se întâlnesc izolate. Factorul limitativ este culegerea florilor și scoaterea rădăcinilor plantelor de către populație.
Perioada de vegetație: înflorește în martie, începutul lui aprilie, fructele se coc în mai. Se înmulțește prin semințe.
Perioada de recoltare: se utilizează întreaga plantă, se colectează din martie până în aprilie.
Boli în care se utilizează:
uz intern: reumatism articular, nevralgie sciatică, tahicardie, paralizie, nevroze, migrene, dismenoree, anafrodiziac.
uz extern: paralizie, psoriazis, nareze ale nervilor periferici.